# Таг (метаданни)
Таг (на английски: tag; на български: етикет, маркер) в информационните системи е нейерархична ключова дума или фраза, носеща някаква информация, като например интернет отметки (bookmark).
Този вид метаданни помагат да се опише даден елемент и позволява той да бъде открит отново при браузване или търсене. Таговете като цяло се избират неформално и субективно от създателя на елемента или от неговия зрител, в зависимост от системата.